# Guyencourt
Guyencourt é uma comuna francesa na região administrativa de Altos da França, no departamento de Aisne. Estende-se por uma área de 4,2 km². Em 2010 a comuna tinha 262 habitantes (densidade: 62,4 hab./km²).